# Lauda (musica)
La Lauda (o più precisamente lauda spirituale) è una forma di poesia e canto religioso in lingua volgare nata in Italia nel XIII secolo, strettamente legata alla spiritualità popolare e alla predicazione degli Ordini mendicanti, in particolare quello francescano. Il termine deriva dal latino lauda, imperativo di laudare, ovvero "lodare", e indica composizioni di carattere devozionale, destinate a essere cantate da confraternite e gruppi laici riuniti in preghiera.

## Origini e diffusione
La lauda si sviluppò nel clima di rinnovamento spirituale che interessò l’Italia centrale tra Duecento e Trecento, parallelamente alla diffusione del Francescanesimo e di altre forme di religiosità penitenziale. Il suo carattere accessibile, grazie all’uso del volgare, e la semplicità delle melodie, ne favorirono la rapida diffusione tra i ceti popolari, in particolare nei contesti confraternali urbani.
Secondo quanto documentato dalla mostra Cantico. Spiritualità, poesia e musica nella lauda tra Due e Trecento tenutasi a Cortona nel 2023, la lauda era cantata in momenti liturgici, processioni, sacre rappresentazioni e atti devozionali collettivi, con testi facilmente memorizzabili e coinvolgenti dal punto di vista emotivo e spirituale.
Le prime laude furono probabilmente influenzate dalla musica dei trovatori così che è possibile notare similitudini nel ritmo, nella linea melodica e nella notazione. Molti trovatori lasciarono la loro terra d'origine al seguito della crociata contro gli albigesi nei primi anni del XIII secolo e si stabilirono nel nord Italia dove il loro stile contribuì allo sviluppo dello stile profano italiano.
Una lauda di forma monofonica si diffuse in tutta Europa, nel corso del XIII secolo e del seguente, ed era conosciuta anche come la musica dei flagellanti; questa forma musicale fu conosciuta anche come Geisslerlieder ed assunse la parlata dialettale del luogo in cui veniva importata. Tra i maggiori autori italiani medievali di laude, si ricordano Francesco d'Assisi per il Cantico delle creature, Iacopone da Todi e il suo epigono Bianco da Siena. Oltre che in Francia e in Italia essa si sviluppò in Germania, Polonia, Inghilterra e Scandinavia.
Dopo il 1480 il canto delle laude divenne particolarmente popolare a Firenze finché il frate domenicano Girolamo Savonarola non proibì la contaminazione, con ogni altro stile, della musica sacra popolare.
Molti dei mottetti e delle messe di Josquin Des Prez derivano da melodie prese dalle laude che egli ebbe modo di ascoltare durante il suo soggiorno in Italia.
La lauda ebbe una rinascita nel periodo della controriforma, così che uno dei punti fondamentali del concilio di Trento fu quello di migliorare l'intelligibilità dei testi, e la semplicità della lauda ne fu il migliore esempio.

## Contenuti e stile
Le laude affrontano tematiche cristologiche, mariane, penitenziali e festive, con lodi a Dio, alla Vergine e ai santi, oppure meditazioni sulla Passione di Gesù e riflessioni sul destino dell’anima. L’uso del volgare e di strutture strofiche semplici, spesso in forma di ballata o canzone, rispondeva all’esigenza di comunicare in modo diretto con il popolo, favorendo la partecipazione emotiva e collettiva.
Nel contesto della cultura comunale e delle confraternite laicali, la lauda si distinse per la capacità di rappresentare anche drammi spirituali e morali, talvolta attingendo a schemi tragici propri della classicità latina.

## Iacopone da Todi
Una figura chiave nello sviluppo della lauda è Iacopone da Todi (ca. 1230–1306), frate francescano e poeta mistico, autore di numerose laude in volgare di grande intensità drammatica e spirituale. Le sue composizioni esprimono con potenza visionaria il pathos della Passione di Cristo, il dolore del pentimento e l’anelito all’unione mistica con Dio. Iacopone fu anche innovatore nella forma e nel linguaggio poetico, contribuendo alla canonizzazione della lauda come genere letterario a sé stante.

## Manoscritti esistenti
La più antica raccolta di laude è il Laudario di Cortona, conservato nella Biblioteca Comunale (codice 91).
Numerosi laudari manoscritti sono giunti fino a noi, rappresentando una preziosa testimonianza della diffusione e dell’evoluzione della lauda tra XIII e XVI secolo. Questi codici, prodotti in ambito confraternale o ecclesiastico, contengono raccolte ordinate di laude in volgare, talvolta accompagnate da notazione musicale.
Il Laudario di Cortona (MS 91 della Biblioteca del Comune e dell’Accademia Etrusca) è uno dei più antichi e completi, comprendendo testi per l’intero anno liturgico, con musica in notazione quadrata. Altri importanti laudari sono conservati a Firenze (come quello degli Innocenti), Milano, Bologna, Assisi e Perugia.

## Musica
Inizialmente la lauda aveva una forma monofonica ma verso i primi anni del XV secolo divenne polifonica.
Le laude persero d'importanza con l'affermarsi dell'oratorio.

## Eredità
La lauda ha svolto un ruolo fondamentale nella formazione della poesia italiana in volgare e nella trasmissione della spiritualità cristiana al di fuori degli ambienti monastici e clericali. La sua influenza si è protratta nel tempo attraverso le rappresentazioni sacre, i canti confraternali e le espressioni della religiosità popolare, costituendo una delle principali vie di alfabetizzazione religiosa e culturale del basso Medioevo italiano.
Dalla lauda lirica, nata nell'ambito dei movimenti spirituali e pauperistici, ebbe origine la lauda drammatica, nella quale l'autore dava voce direttamente ai suoi personaggi. I soggetti più ricorrenti erano la passione di Cristo e la sofferenza della Vergine e dei santi. La lauda drammatica metteva in risalto, più che gli aspetti teologici, l'umanità dei personaggi al fine di commuovere i fedeli ed accenderne la devozione.

## Curiosità
- Angelo Branduardi ha riportato in vita il genere laudistico con lo spettacolo Lauda di Francesco sulla vita di San Francesco d'Assisi.